# Leszek Kołakowski
Leszek Kołakowski (23 tháng 10 năm 1927 – 17 tháng 7 năm 2009) là triết gia và sử gia người Ba Lan nổi tiếng về các tác phẩm nghiên cứu đánh giá Học thuyết Marx, đặc biệt là cuốn sách ba tập Main Currents of Marxism, được một số người đánh giá  là "một trong những cuốn sách về học thuyết chính trị quan trọng nhất của thế kỷ 20." Ông cũng là viện sĩ của Viện hàn lâm Khoa học và Nghệ thuật châu Âu.

## Tiểu sử
Kołakowski sinh ra tại Radom, Ba Lan, xuất thân từ một gia đình trí thức cánh tả. Cha ông bị Gestapo thủ tiêu trong Đệ Nhị thế chiến. Sau chiến tranh, ông học triết tại đại học Łódź và trở thành đảng viện đảng Cộng sản ở đó. Ông tốt nghiệp tiến sĩ vào năm 1953 tại đại học Warszawa. Ông là giáo sư và khoa trưởng ngành triết học lịch sử tại đại học Warsaw từ năm 1959 cho tới 1968, mặc dù từ năm 1956 ông đã chỉ trích chế độ Xã hội Hiện thực:
| “ | Xã hội chủ nghĩa không phải là một nước, nơi mà có nhiều người cai quản hơn là thợ thuyền, cũng không phải là nơi mà những kẻ hèn nhát lại có cuộc sống tốt đẹp hơn là những người dũng cảm. | ” |

1966 Kołakowski bị loại ra khỏi đảng Cộng sản và 1968 ông bị cấm dạy học vì ủng hộ nhóm sinh viên đối lập trong cuộc khủng hoảng chính trị tháng 3 năm 1968. Kołakowski ra nước ngoài và được phép dạy tại McGill University ở Montreal. 1969 ông dạy được 1 năm ở [[University of California, Berkeley (California), trước khi ông vào năm 1970 chuyển về dạy tại All Souls College thuộc Universität Oxford.
Từ năm 1975 Kołakowski cũng dạy tại Yale University, và từ 1981 tại University of Chicago. Cho tới khi chế độ cộng sản bị sụp đổ vào năm 1989, Kołakowski bị cấm không được trở về Ba Lan.
Leszek Kolakowski qua đời tại Oxford, Anh Quốc ngày 17 tháng 7 năm 2009, thọ 82 tuổi, để lại nhiều phân tích có giá trị về giai đoạn cộng sản và toàn cầu hóa.

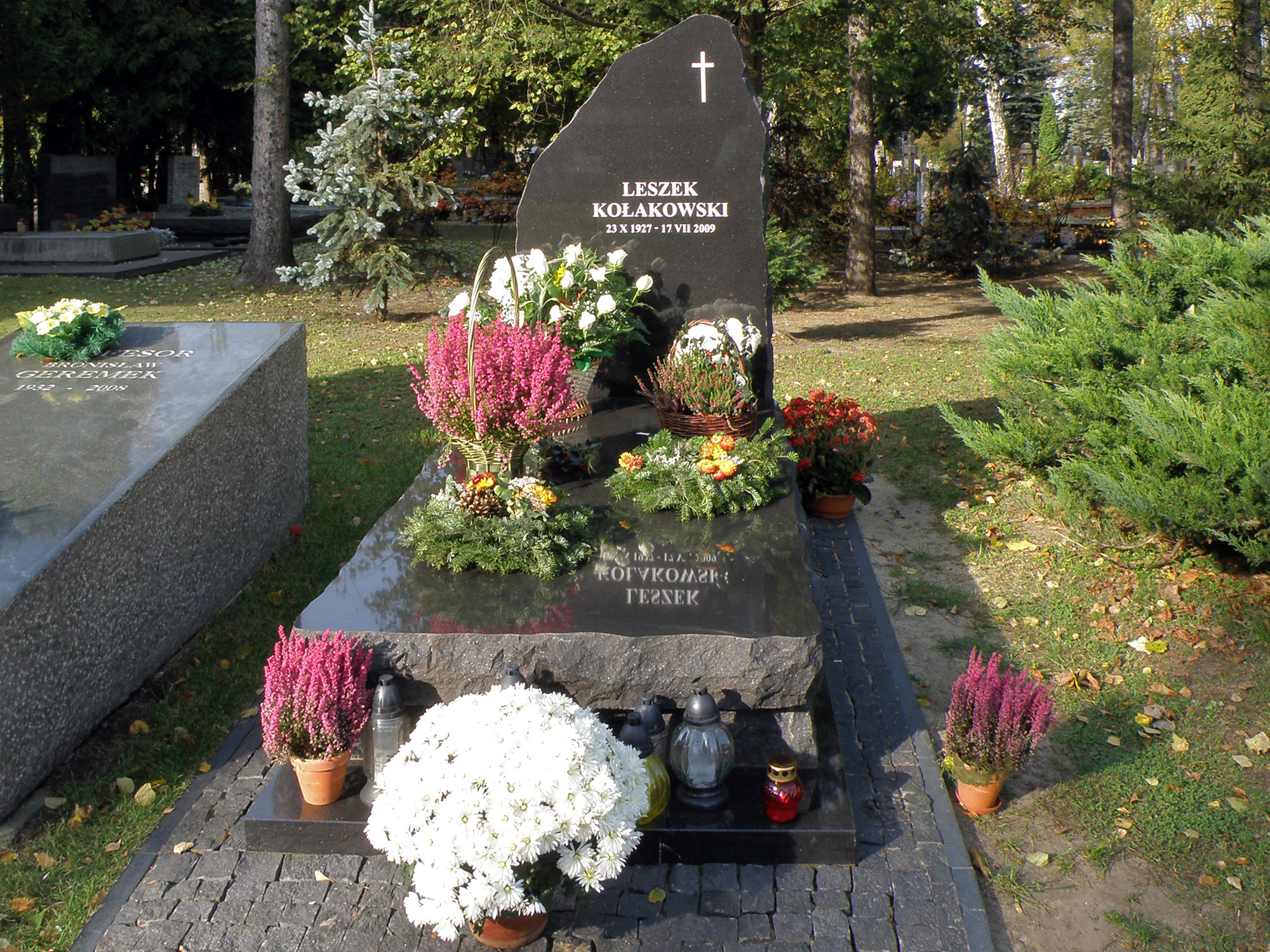
Mộ Kołakowski ở Warschau

## Giải thưởng
- Jurzykowski Prize (1969)
- Giải Hòa bình của ngành kinh doanh sách Đức (1977)
- Veillon Foundation European Prize for the Essay (1980) (for all his work)
- Erasmus Prize (1983)
- MacArthur Fellowship (1983)
- Jefferson Lecture for the National Endowment for the Humanities (1986)
- Award of the Polish Pen Club (1988)
- Gordon J. Laing Award (1991)
- Kluge Prize of the Library of Congress (2004)
- St. George Medal (2006)
- Giải Jerusalem (2007)
- Democracy Service Medal (2009)